# قلعه هرسم (مقاطعة إسلام آباد غرب)
قلعه‌هرسم (بالفارسية: قلعه‌هرسم) هي قرية تقع في كرمانشاه في إيران. يقدر عدد سكانها بـ 368 نسمة بحسب إحصاء 2016.